# Phòng trưng bày nghệ thuật thành phố BWA ở Bydgoszcz
Phòng trưng bày nghệ thuật thành phố BWA là phòng trưng bày nghệ thuật lớn nhất và quan trọng nhất ở thành phố Bydgoszcz.

## Vị trí
Phòng trưng bày nằm trên Phố Gdanska 20. Nó nằm giữa Nhà thờ St Peter và Nhà thờ Thánh Paul và Công viên Casimir Đại đế.

## Lịch sử
Sau Thế chiến II, phần lớn các hoạt động nghệ thuật ở Bydgoszcz được tập trung tại Nhà nghệ thuật Pomeranian, có thể là nhà hát Opera, Nhà hát hoặc triển lãm.
Vào ngày 07 tháng 5 năm 1946, trong lễ kỷ niệm thứ 600 của thành phố Bydgoszcz, đã được công bố Pomorski Dom Sztuki (Pomeranian Arts House) bao gồm, một phòng trưng bày vĩnh viễn cho nghệ thuật, được gọi là BWA ((tiếng Ba Lan) Biuro Wystaw Artystycznych - Cục triển lãm nghệ thuật trung ương). Tòa nhà trên đường phố Gdanska cũng là nơi tổ chức các hội thảo Nghệ thuật Pomeranian cho các nhà văn, nhạc sĩ và nghệ sĩ từ tất cả các lĩnh vực, và ngoài ra, các cơ sở đã được Trường Nghệ thuật Nhà nước " Leon Wyczółkowski " sử dụng cho đến năm 1982.
Để có được sự độc lập và tồn tại một tòa nhà chuyên dụng đã được xây dựng vào năm 1970, nhờ vào sự hỗ trợ tích cực của Alexander Schmidt cùng những người khác, sau đó là Chủ tịch của Vùng Bydgoscy, và Andrzej Szwalbe, giám đốc của Pomeranian Philharmonic. Nó đã được thiết kế để được kết nối với tòa nhà "lịch sử", Nhà nghệ thuật Pomeranian. Năm 1994, phòng trưng bày thuộc quyền quản lý của Tòa thị chính. 

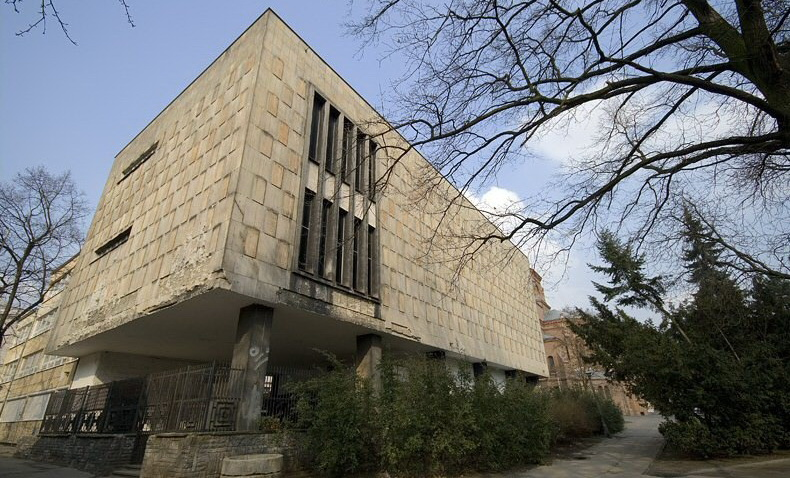
Tòa nhà BWA có kết nối với Nhà nghệ thuật Pomeranian ở bên trái

## Kiến trúc
Cơ sở hiện tại cung cấp cơ hội cho mỗi ngành trong môi trường nghệ thuật đương đại được triển lãm trong các lĩnh vực như: hội họa, đồ họa, điêu khắc, sáng tạo vải, nhiếp ảnh, nghệ thuật video...
Nó là nơi lưu giữ các tác phẩm của các tác giả từ các nguồn gốc khác nhau: Bydgoszcz, nhưng cũng từ Ba Lan và nước ngoài.
Tòa nhà hai tầng có không gian rộng rãi, mỗi không gian bao gồm một hội trường lớn với tổng diện tích 364 mét vuông và một hội trường nhỏ có diện tích 61 mét vuông. Ngoài ra, tầng trệt có một phòng đa phương tiện rộng 118 mét vuông.
Thư viện của phòng trưng bày cung cấp các ấn phẩm mới trong lĩnh vực nghệ thuật đương đại, cũng như một tài liệu liên quan đến các tập tin tiểu sử của các nghệ sĩ. Mỗi triển lãm của phòng trưng bày được cung cấp với các danh mục in và tài liệu lặt vặt (các hồ sơ tài liệu chứa danh mục, đánh giá, hình ảnh, video).
Cơ sở phối hợp hoạt động của nó với 2 phòng trưng bày khác của Bydgoszcz, Phòng trưng bày Kantorek (Phố Gdanska 3) và Phòng trưng bày Brda.

## Hoạt động
Trong số các triển lãm cá nhân đã được đặt trong các buổi triển lãm ở BWA, tác phẩm của các nghệ sĩ sau đây được hiển thị: Magdalena Abakanowicz, Kiejstut Bereźnicki, Jerzy Duda-Gracz, Edward Hartwig, Władysław Hasior, Teofil Ociepka, Henryk Stażewski, Józef Szajna, Alina Szapocznikow hoặc Stanisław Ignacy Witkiewicz. Ngoài ra các tác phẩm khác nhau đã được trưng bày bởi các nghệ sĩ nước ngoài nổi tiếng: Salvador Dalí, Joachim Fleischer, Pablo Picasso, Andy Warhol.
Phòng trưng bày tổ chức nhiều bài giảng về nghệ thuật, các buổi chiếu phim, gặp gỡ với các đạo diễn, hội thảo, thảo luận nhóm. Một sự kiện quan trọng là Đêm biểu diễn hàng năm, nơi du khách có thể xem biểu diễn trực tiếp của các nghệ sĩ Ba Lan và nước ngoài.
Nó cũng đã tổ chức các triển lãm nổi tiếng (CHINaRT, Nghệ thuật đương đại Litva) nhưng không bỏ qua các tác phẩm của các nghệ sĩ địa phương ở Bydgoszcz, những người có các cuộc triển lãm và cuộc thi cá nhân và tập thể ("Polygonum"). Để quảng bá cho các nghệ sĩ đó, BWA tổ chức triển lãm tại các phòng trưng bày nghệ thuật khác của Ba Lan (Poznań, Piła) và ở nước ngoài, tại các thành phố như Vilnius (Litva), Pitești (Romania), Le Havre và Rouen (Pháp) hoặc Copenhagen (Đan Mạch).
Từ năm 2011, Thư viện phối hợp với các nhà tổ chức của lễ hội Camerimage, triển lãm trong lĩnh vực nghệ thuật thị giác, với những vị khách nổi tiếng:
- Andrzej Wajda - Bản vẽ năm 2011;
- David Lynch - Litva năm 2012;
- Ryszard Horowitz - RH 75 năm 2014;
- Zdzisław Beksiński - Poza Snem năm 2015;
- Jessica Lange - Unseen năm 2016 [4]

## Hình ảnh

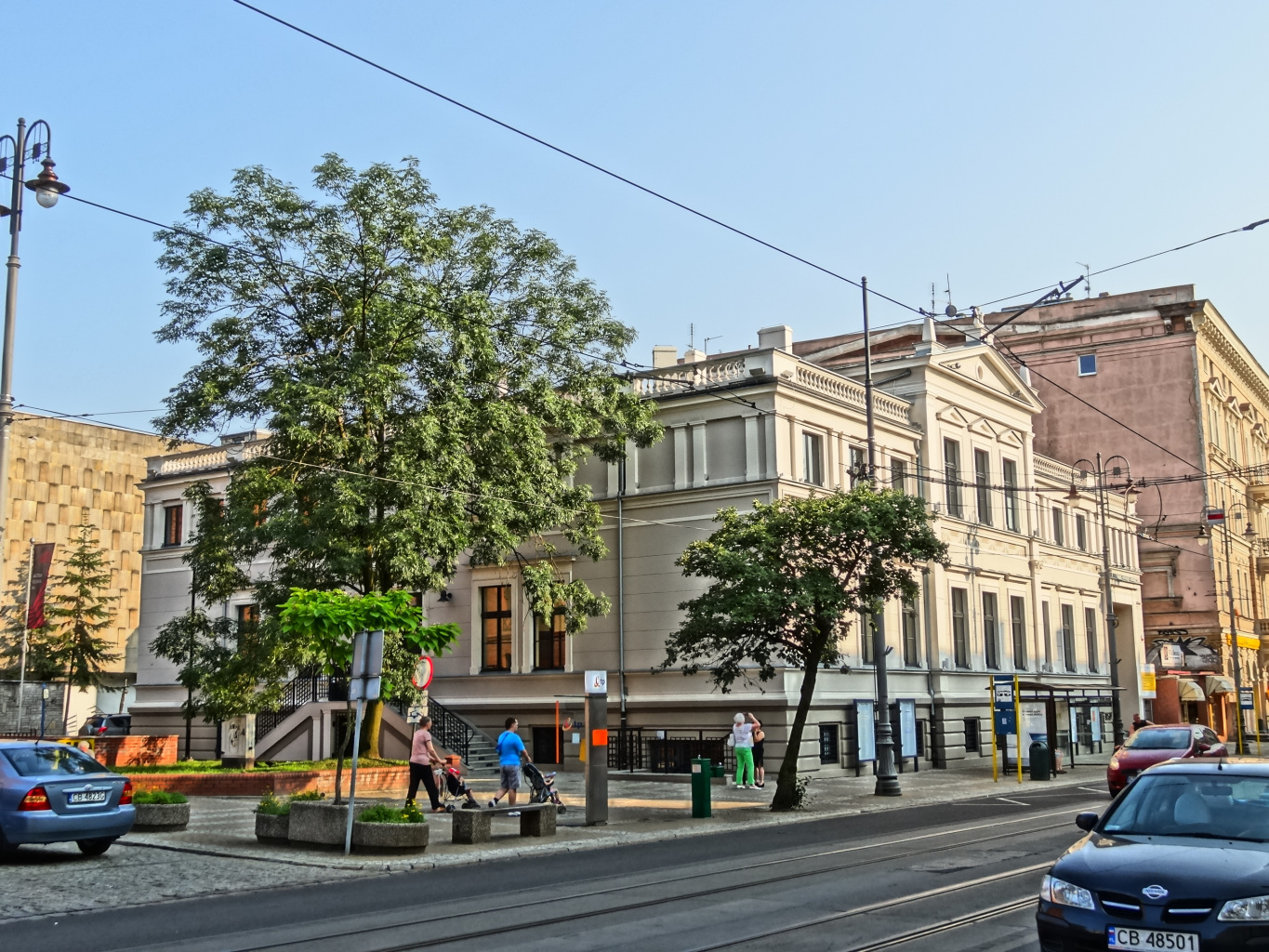
Nhìn từ đường phố Gdanska, với Nhà nghệ thuật Pomeranian ở mặt trước và mặt tiền màu vàng của BWA ở phía sau
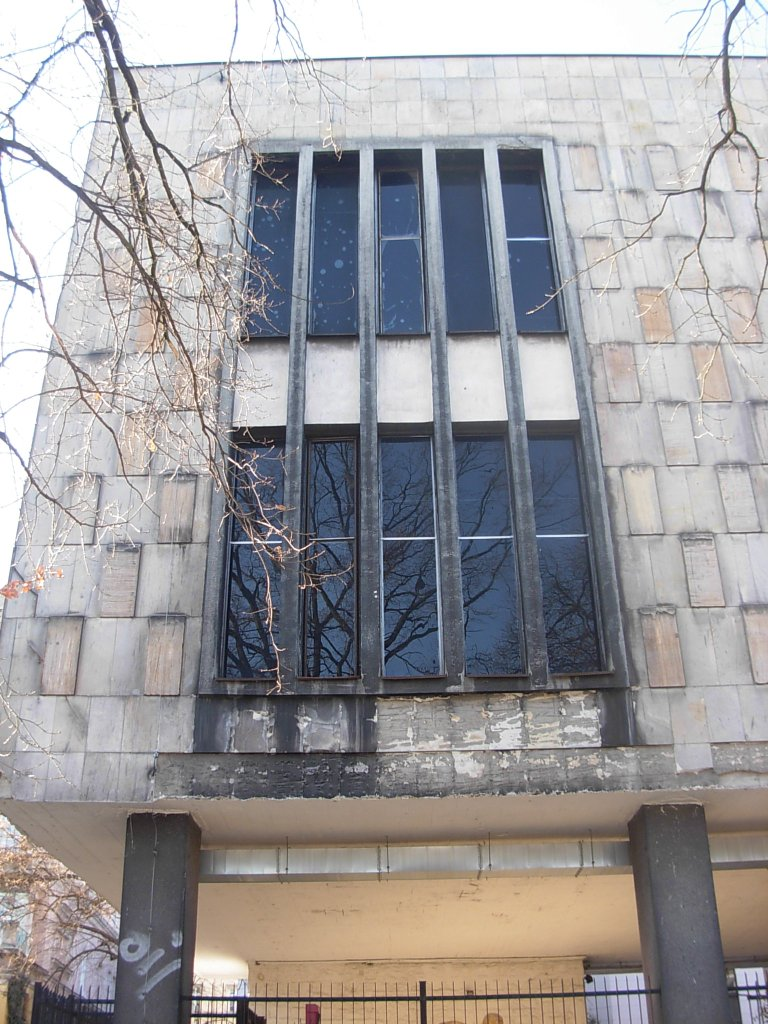
Nhìn từ công viên
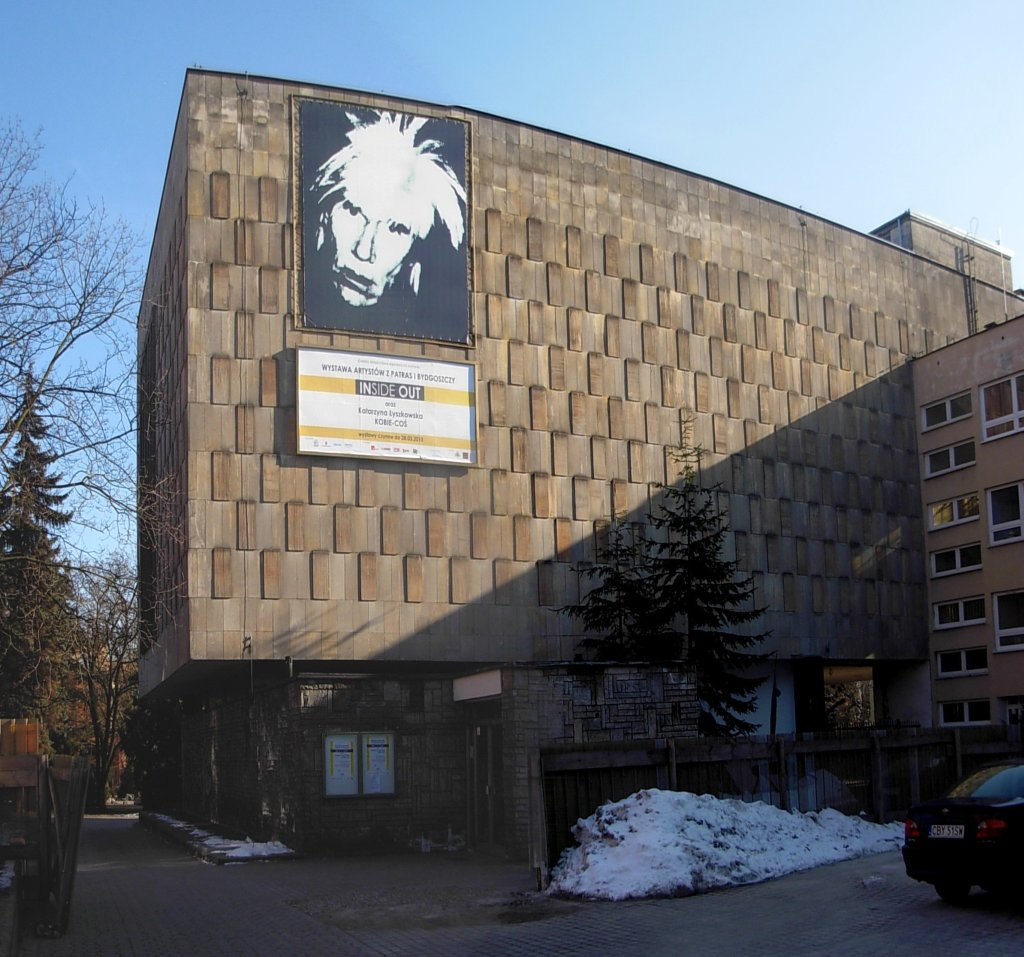
Quang cảnh chính
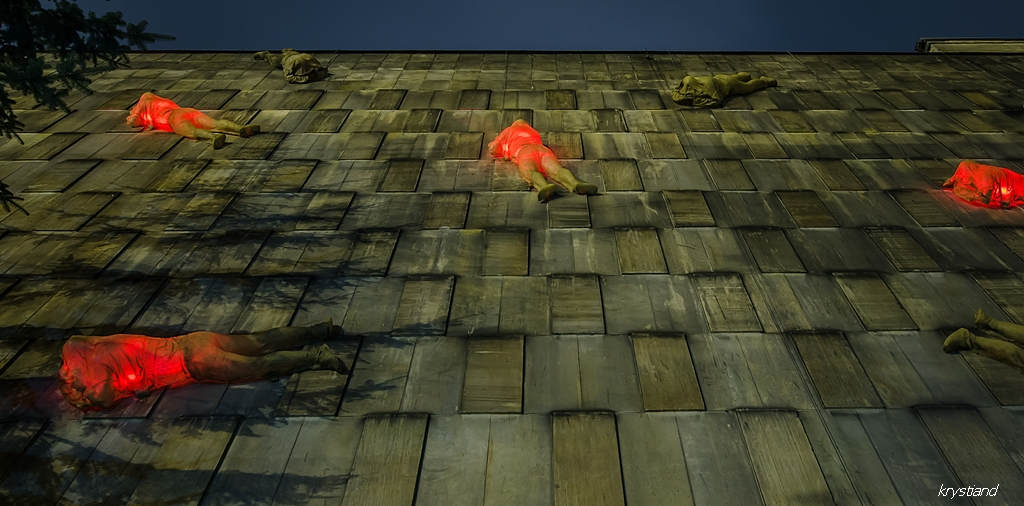
Mặt tiền chính được trang trí nghệ thuật
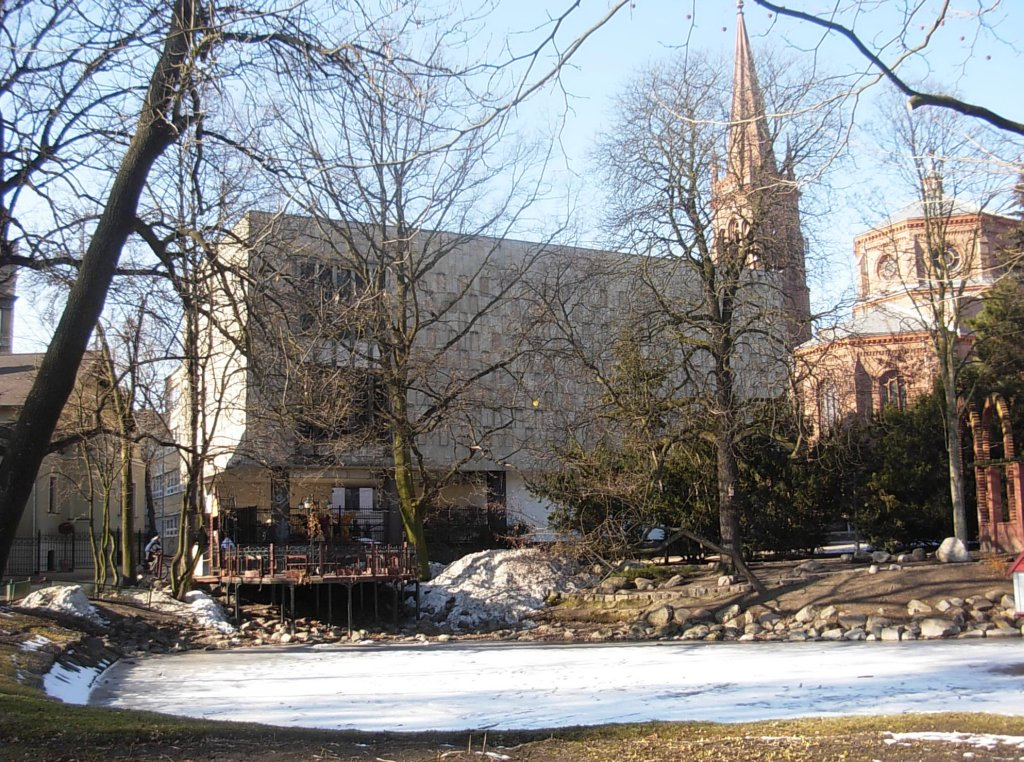
Nhìn từ công viên